# 10ns Premis AVN
La cerimònia dels 10ns Premis AVN, presentada per Adult Video News (AVN), va homenatjar les pel·lícules pornogràfiques estrenades el 1992 als Estats Units i va tenir lloc el gener de 1993 a Bally's Hotel and Casino a Paradise (Nevada). Durant la cerimònia, AVN va lliurar els Premis AVN en 67 categories. La cerimònia va ser produïda per Gary Miller i dirigida per S. Marco DiMercurio. L'actor Randy West va ser l'amfitrió de l'espectacle per segon any consecutiu, amb les actrius Porsche Lynn i Ona Zee com a copresentadores.
The Party va guanyar vuit premis AVN, però la millor pel·lícula va ser per a Face Dance, Parts 1 & 2, que també va guanyar la millor pel·lícula per a John Stagliano.

## Guanyadors i nominats
Els guanyadors es van anunciar durant la cerimònia de lliurament de premis el gener de 1993. Ashlyn Gere va guanyar el gran slam de l'actuació eròtica: Intèrpret Femenina de l'Any, Millor actriu en un llargmetratge i millor actriu en un vídeo.

### Premis principals

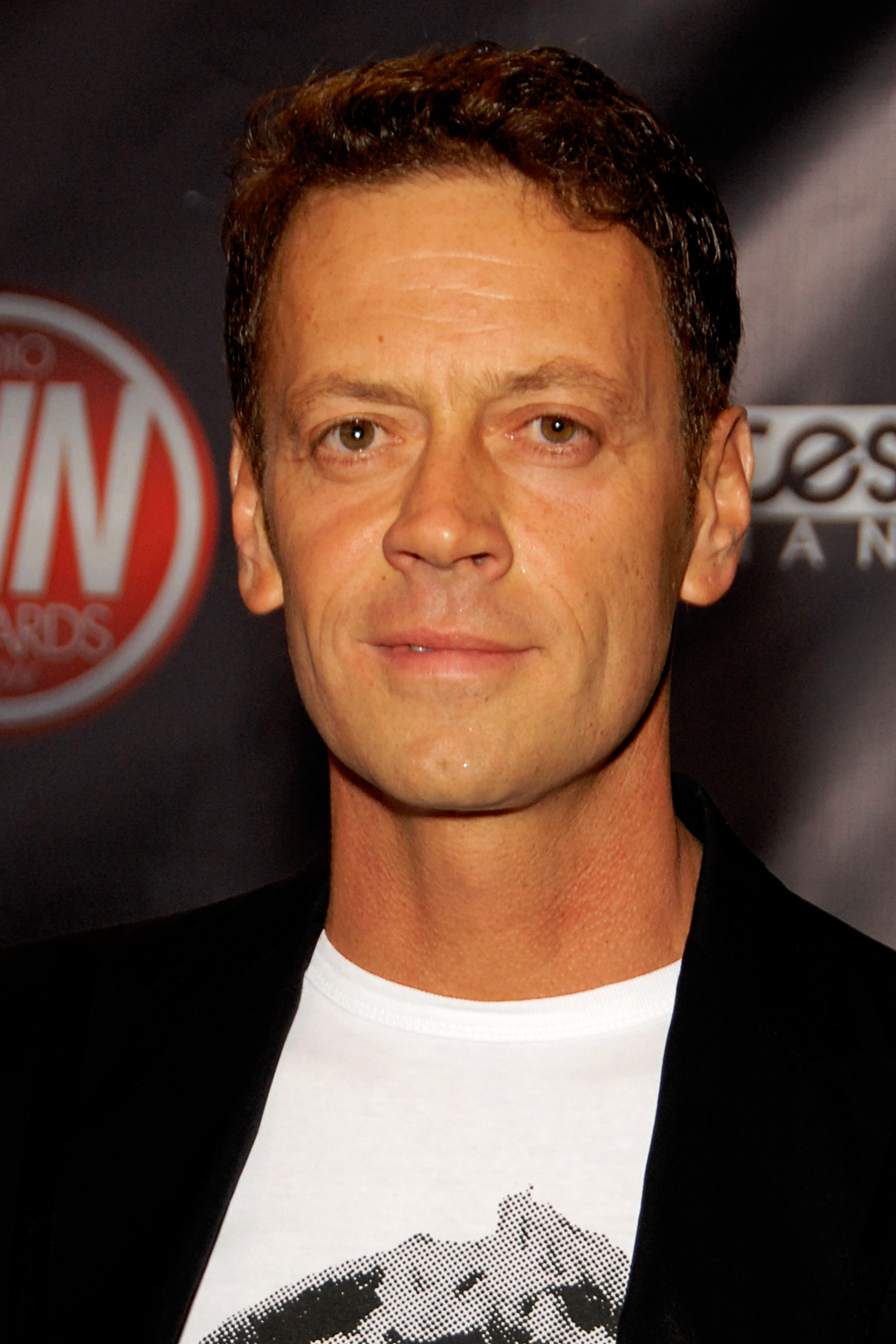
Rocco Siffredi, guanyador del Intèrpret Masculí de l'Any

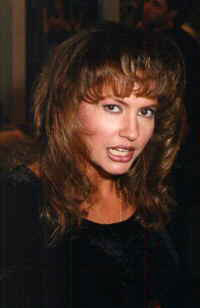
Ashlyn Gere, Intèrpret femení de l'any, Millor actriu—Pel·lícula i millor actriu—Guanyador de vídeo

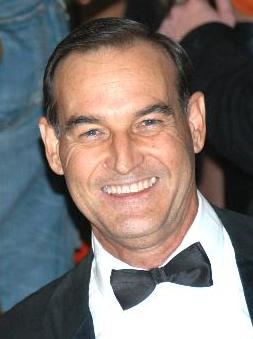
Mike Horner, guanyador del premi al Millor Actor—Pel·lícula

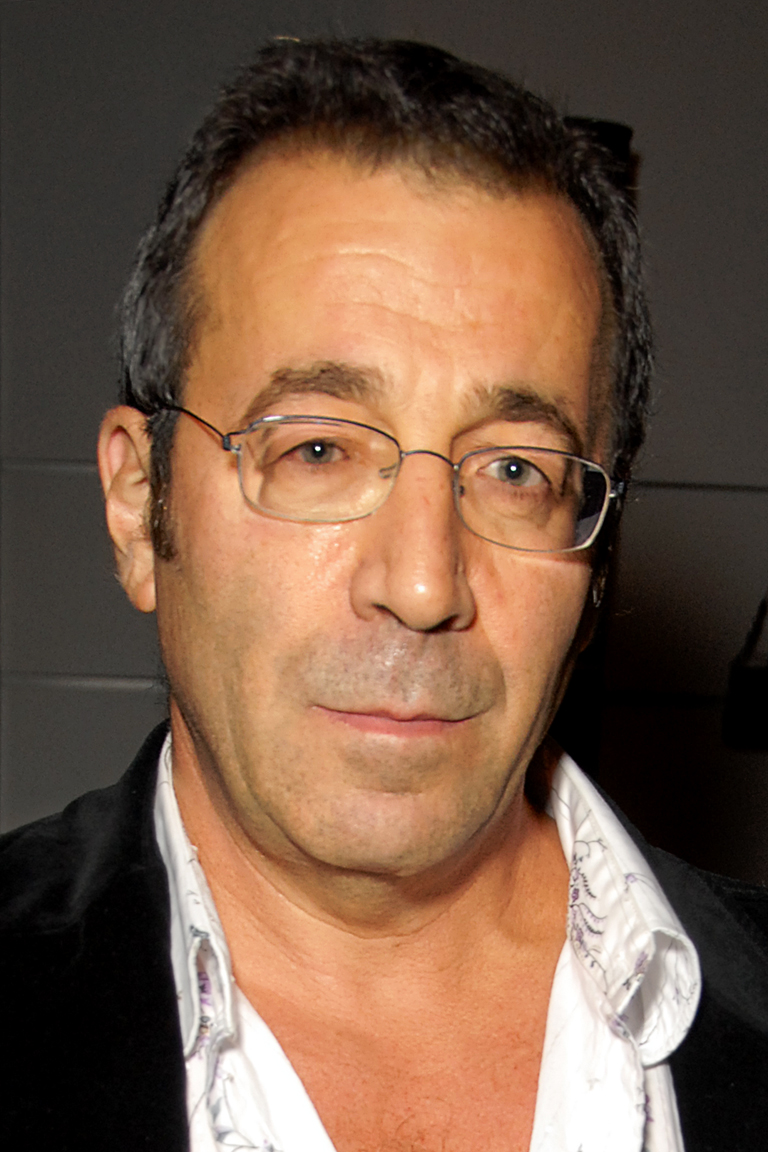
John Stagliano, Millor director—Pel·lícula

Els guanyadors s'enumeren primer, es destaquen en negreta i s'indiquen amb una daga doble ().
| Millor pel·lícula | Millor pel·lícula rodada en vídeo |
| --- | --- |
| - Face Dance, Parts 1 & 2 - Bonnie and Clyde - The Secret Garden 1 & 2 | - The Party |
| Intèrpret Masculí de l'Any | Intèrpret Femenina de l'Any |
| - Rocco Siffredi - Mike Horner | - Ashlyn Gere |
| Millor nova estrella | Millor actuació al teaser |
| - Alex Jordan - Chrissy Ann - Nikki Dial - Kiss - Tiffany Million - Tiffany Mynx - Kelly O'Dell - Alicia Rio                                                                                               | - Racquel Darrian, Bonnie and Clyde |
| Millor Actor—Pel·lícula | Millor Actriu—Pel·lícula |
| - Mike Horner, The Seduction of Mary - Rocco Siffredi, Face Dance, Parts 1 & 2 | - Ashlyn Gere, Chameleons - Tiffany Million, Face Dance, Parts 1 & 2 - Ashlyn Gere, The Secret Garden 1 & 2                                                                                    |
| Millor Actor—Vídeo | Millor Actriu—Vídeo |
| - Joey Silvera, The Party - Tony Tedeschi, The Buttsizer | - Ashlyn Gere, Two Women - Tiffany Million, One in a Million - Victoria Paris, Two Women - Ashlyn Gere, Gerein' Up - Taylor Wane, Just Friends                                                 |
| Millor actor secundari—Pel·lícula | Millor actriu secundària—Pel·lícula |
| - Randy Spears, The Secret Garden 1 & 21 - Joey Silvera, Face Dance, Parts 1 & 2 | - Ona Zee, The Secret Garden 1 & 2 |
| Millor actor secundari—Vídeo | Millor actriu secundària—Vídeo |
| - Tony Tedeschi, Smeers | - Melanie Moore, The Party |
| Millor escena de sexe, Pel·lícula | Millor escena de sexe, Vídeo (parella) |
| - Angel Ash, Chrissy Ann, Sheila Stone, Sierra, Tiffany Mynx, Rick Smears, Rocco Siffredi, Tom Byron, Woody Long; the blindfold butt orgy, Face Dance, Part 1 - Rocco Siffredi, Sierra; Face Dance, Part 2 | - Joey Silvera, Alex Jordan; The Party - Rocco Siffredi, Silver; Butt Freak |
| Millor escena de sexe, Vídeo (Grup) | Millor escena de sexe All-Girl, Vídeo |
| - Marc Wallice, T. T. Boy, Ashlyn Gere; Realities 2 - Danyel Cheeks, Jim Sparks, Joey Silvera, John Stagliano, Woody Long; the anal gang bang, Butt Freak                                                  | - Diedre Holland, Ashlyn Gere; strap-on dildo scene, Chameleons - Summer Knight, Porsche Lynn; Where The Girls Play - Madison, Flame; Buttwoman II: Behind Bars - Pool table orgy, Kittens III |
| Millor vídeo gonzo | Millor sèrie de vídeo amateur o Pro-Am |
| - Radical Affairs I | - More Dirty Debutantes |

### Guanyadors de premis addicionals
Aquests premis també es van anunciar a la presentació de premis.
- Millor vídeo per a noies: Kittens III[2]
- Millor vídeo de tot sexe: Realities 2
- Millor estrena alternativa, pel·lícula: Desert Passion
- Millor cinta d'edició alternativa, especialitat o llargmetratge: Playmates In Paradise
- Millor versió alternativa, vídeo: Love Scenes, vol. 2
- Millor cinta amateur: Amorous Amateurs #12
- Millor vídeo de temàtica anal: Dr. Butts 2
- Millor direcció artística: Bonnie and Clyde
- Millor cinta especial de Big-Bust: Adventures of Breastman
- Millor vídeo bisexual: Down Bi Law
- Millor cinta especialitzada en bondage: Ona Zee's Learning The Ropes 1–3
- Millor concepte de caixa: Bonnie and Clyde
- Millor concepte Boxcover, vídeo gai: Mindscape II
- Millor fotografia: Face Dance, Parts 1 i 2
- Millor cinta de recopilació: Only The Very Best On Film
- Millor director, vídeo bisexual: Josh Eliot, Down Bi Law
- Millor director, llargmetratge: John Stagliano, Face Dance, Parts 1 i 2
- Millor director, vídeo gai: Chi Chi LaRue, Songs in the Key of Sex
- Millor director, llargmetratge de vídeo (empat): Alex de Renzy, Two Women; Anthony Spinelli, The Party
- Millor muntatge per a una pel·lícula: Chameleons
- Millor edició per a una funció de vídeo gai: James Stark, Kiss-Off
- Millor funció de vídeo gai: Kiss-Off
- Millor llançament en solitari de vídeo gai: The Beat Cop[2]
- Millor música: Chameleons[2]
- Millor música, vídeo gai: Straight To The Zone
- Millor nouvingut, vídeo gai: B. J. Slater
- Millor actuació no sexual: J. B., The Dirty Little Mind of Martin Fink
- Millor actuació no sexual, vídeo gai: Kenneth Weyerhaeuser, Kiss-Off
- Millor campanya de màrqueting global:  The Party, Pepper Productions
- Millor embalatge, llargmetratge: Sin City—The Movie
- Millor embalatge, vídeo gai: Mindscape II
- Millor embalatge, cinta especial: The Legend of Katoey Island
- Millor embalatge, funció de vídeo: Illusions
- Millor actuació en un vídeo gai: Michael Brawn, Kiss-Off
- Millor cinta Pro-Am: Biff Malibu's Totally Nasty Home Vídeos #6
- Millor guió, pel·lícula: Michael Torino, The Secret Garden 1 & 2
- Millor guió, vídeo gai: Stan Mitchell, Songs in the Key of Sex
- Millor guió, vídeo: Michael Ellis, Jack Stephan; The Party
- Millor escena de sexe en un vídeo gai: Erik Houston, Brett Ford, Scorcher
- Millor cinta especialitzada de nalgadas: Defiance: The Spanking Saga
- Millor cinta especial — Tots els altres gèneres: The Legend of Katoey Island
- Millor actuació secundària en un vídeo gai: Wes Daniels, Songs in the Key of Sex
- Millor edició de vídeo: Gene Sixx, The Party
- Millor videografia: Two Women
- Millor vídeo, vídeo gai: Ellary Stag, Disconnected
- La millor versió de lloguer de l'any: Chameleons[4]
- Lançament més venut de l'any: Chameleons[2][4]

### Premis AVN honorífics

#### Premi Especial Assoliment
- Paul Thomas[2] i Vivid Video, per fidelitat al gènere del cinema per a adults

#### Saló de la Fama
Els nous membres del Saló de la Fama d'AVN per a l'any 1993 van ser: Erica Boyer, David Christopher, Debi Diamond, Jim Holliday, Fred J. Lincoln, Richard Mailer, William Margold, Peter North, Loni Sanders, Jeff Stryker, Marc Wallice, Ona Zee

### Múltiples nominacions i premis
Les dotze pel·lícules següents van rebre diversos premis:
- 8 - The Party
- 6 - Chameleons
- 4 - Face Dance, Parts 1 & 2; Kiss-Off
- 3 - Bonnie and Clyde, The Secret Garden 1 & 2, Songs in the Key of Sex, Two Women
- 2 - Down Bi Law, The Legend of Katoey Island, Mindscape II, Realities 2

## Informació de la cerimònia

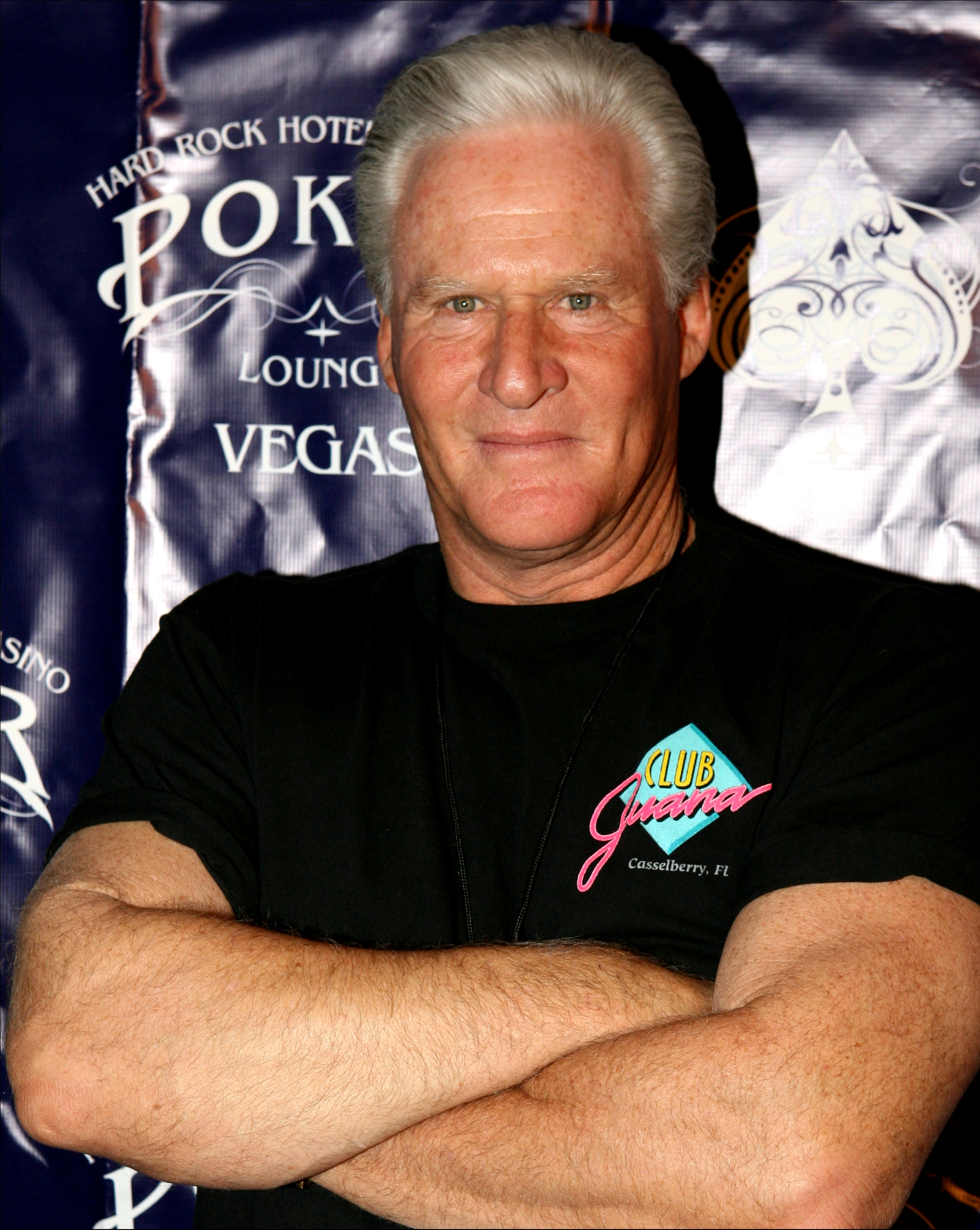
Randy West va presentar els 10ns Premis AVN

L'actor Randy West va ser l'amfitrió de l'espectacle per segon any consecutiu. El seu copresentador de la primera meitat del programa va ser Porsche Lynn mentre que Ona Zee va ser co-presentadora de l'última meitat. Randy West va obrir el programa amb una cançó, "We Put the X in Sex", la lletra de la qual contenia els noms de diversos actors i actrius.
Diverses persones més van participar en la producció de la cerimònia. L'espectacle en directe va ser produït per Gary Todd mentre que la direcció musical va ser a càrrec de Mark J. Miller. Es va publicar una cinta VHS del programa que fou venuda per VCA Pictures, ser produïda i dirigida per S. Marco DiMercurio.
Aquest any hi va haver diverses categories noves, com ara Intèrpret Femenina de l'Any, Intèrpret Masculí de l'Any, Millor Vídeo Gonzo i Millor sèrie de Vídeo Amateur o Pro-Am.
Chameleons es va anunciar com la pel·lícula més venuda i la pel·lícula més llogada de l'any.

### Comentaris crítics
La revista Hustler va criticar els premis, va assenyalar que el premi a la millor campanya de màrqueting va ser per un vídeo que no es va publicar el 1992 i va afegir: "No importa. El xou d'AVN no tracta de precisió. L'exercici anual és un cercle d'esmòquing d'AVN a tots els seus anunciants. La broma és veure que tants venedors ambulants i intèrprets s'ho prenen seriosament."
La revista Cheri va ser més benèvola, i va qualificar els premis de "la festa més gran de l'any de la indústria del porno."